# بریت هلینکس
بریت هلینکس (هلندی: Britt Hellinx) یک هنرپیشه بلژیکی است. او بیشتر به خاطر بازی در نقش گیل در سریال تلویزیونی اسکام بلژیک شناخته می شود. او همچنین نقش اصلی لیلی رز 'میرا' دپرز را در تله نوولا لیزا بازی کرد.
هلینکس خواهرزاده بازیگران لودو هلینکس و استیون گوگبر است.